# Слизень, Александр
Слизень Александр (1579 - 11 января 1651) - государственный деятель Великого княжества Литовского.

## Биография
Сын Григория, подсудка Ошмянского. Стольник Ошмянский, староста Мядельский. Избирался послом на сеймы, депутатом Трибунала ВКЛ. Королевский секретарь. В качестве посла дважды посещал Москву (1610 и 1620 гг.).
Был женат Екатерине Стаховской. У него был сын Александр Казимир Слизень, подстолий Ошмянский.